# مون سونغ كيل
مون سونغ كيل (مواليد 20 يوليو 1963) هو ملاكم كوري جنوبي، مثّل بلاده في الألعاب الأولمبية الصيفية 1984.

## روابط خارجية
مون سونغ كيل على موقع بوكس ريك (الإنجليزية) (registration required)
- مون سونغ كيل على موقع أوليمبيديا (الإنجليزية)